# Liste der Universitäten in Kuba
Dies ist eine Liste der Universitäten in Kuba:
| Name der Universität                                       | Sitz                | Gründungs- jahr | Studenten                  | Website          |
| ---------------------------------------------------------- | ------------------- | --------------- | -------------------------- | ---------------- |
| Universidad de La Habana                                   | Havanna             | 1721            | 60.000                     | www.uh.cu        |
| Universidad de Camagüey                                    | Camagüey            | 1967            |                            | www.reduc.edu.cu |
| Universidad de Ciego de Ávila                              | Ciego de Ávila      | 1978            |                            | www.unica.cu     |
| Universidad de Cienfuegos                                  | Cienfuegos          | 1979            |                            | www.ucf.edu.cu   |
| Universidad de Granma                                      | Bayamo              | 1976            |                            | www.udg.co.cu    |
| Universidad de Holguín „Oscar Lucero Moya“                 | Holguín             | 1978            |                            | www.uho.edu.cu   |
| Universidad de Matanzas „Camilo Cienfuegos“                | Matanzas            | 1972            | 15.000 (postgradual) 6.000 | www.umcc.cu      |
| Universidad de Pinar del Río                               | Pinar del Río       | 1972            |                            | www.upr.edu.cu   |
| Universidad de Oriente                                     | Santiago de Cuba    | 1819            |                            | www.uo.edu.cu    |
| Universidad Central „Marta Abreu“ de Las Villas            | Santa Clara         | 1952            | 4.000                      | www.uclv.edu.cu  |
| Universidad Isla de la Juventud                            | Isla de la Juventud |                 |                            | www.cuij.edu.cu  |
| Universidad de Sancti Spíritus                             | Sancti Spíritus     |                 |                            | www.uniss.edu.cu |
| Universidad de Guantánamo                                  | Guantánamo          | 2010            |                            | www.cug.co.cu    |
| Universidad de las Ciencias Informáticas                   | Havanna             | 2002            | 10.000                     | www.uci.cu       |
| Universidad de Ciencias Pedagógicas „Juan Marinello“       | Matanzas            | 2009            |                            |                  |
| Universidad Agraria de la Habana                           | Havanna             | 1976            |                            | www.unah.edu.cu  |
| Instituto Superior de Arte                                 | Havanna             | 1976            |                            | www.isa.cult.cu  |
| Instituto Superior Politécnico „José Antonio Echeverría“   | Havanna             | 1964            | 8.100                      | cujae.edu.cu     |
| Instituto Superior de Cultura Física „Manuel Fajardo“      | Havanna             | 1973            |                            |                  |
| Instituto Superior Minero Metalúrgico de Moa               | Moa                 | 1976            |                            | www.ismm.edu.cu  |
| Instituto Superior Pedagógico „José de la Luz y Caballero“ | Holguín             | 1976            | 3.400                      |                  |